# Antoine Courtois
Pour les articles homonymes, voir Courtois.
Antoine Courtois est une marque d'instrument de musique de la famille des cuivres, fondée en 1803 par Antoine Courtois. Depuis 2006, elle est la propriété de Buffet Crampon Group.

## Histoire: Les temps forts de la marque Antoine Courtois Paris

### 1789: Le premier atelier
Le père d’Antoine Courtois créa le premier atelier familial de facture instrumentale pendant la révolution française à Paris, rue Mazarine, dans ce qui est aujourd’hui le Quartier latin de Saint-Germain-des-Prés. Un cor naturel exposé à Berlin et une trompette de cavalerie du musée du  Conservatoire de Paris témoignent par leurs gravures de cette première période. Cette trompette fut la propriété de l’officier parlementaire envoyé par Napoléon Bonaparte au  siège de Saint-Jean d’Acre en 1799

### 1803: Fondation de la marque par Antoine Courtois
Antoine Courtois (1770-1855) déménage les ateliers 21, rue du Caire. Parmi les instruments de cette époque, nous trouvons entre autres des trompettes en forme de demi-lune aux sonorités proches du cor, des  trombones à coulisses, des  bugles à clefs, des cors ou encore des  ophicléides.
En 1831, les corps de troupe furent dotés de clairons, un instrument mis au point en 1822 par le facteur de cuivres Antoine Courtois, et le chef de Musique Melchior composa un répertoire complet des sonneries règlementaires pour clairon dont la plupart étaient basées sur les rythmes des batteries de tambours correspondantes.

### 1851: Héritage et filiation
Le 21 février 1851, Denis A. Courtois, fils d’Antoine Courtois qui lui a succédé en 1844, dépose un  brevet d’invention à la préfecture du département de la Seine pour les améliorations apportées à la facture des instruments Cuivres et en particulier à la fabrication des  pistons.

### 1856: Le cornet Arban
Denis A. Courtois transfère la manufacture au 88, rue des Marais où il travaille à l’amélioration des modèles en partenariat avec de célèbres artistes tels que Jean-Baptiste Arban avec qui il créera le célèbre cornet à pistons Arban.

### 1878: Exposition universelle de Paris
La maison Courtois remporte la médaille d’or de l’exposition universelle de Paris pour la qualité de ses instruments « d’une excellente fabrication et d’une justesse irréprochable ».

### 1880: Auguste Mille
À la suite du décès de Denis A. Courtois, sans descendance, le chef d’atelier Auguste Mille lui succède et fonde le 29 juillet 1880 la société Antoine Courtois et Mille au capital de 20 000 francs. Il dirigera la compagnie pendant une quinzaine d’années et comptera alors près de 25 employés. Cette période est riche de récompenses diverses aux expositions internationales.

### 1895: Emile Delfaux et Amédée Legay
À partir de 1895, Emile Delfaux et Amédée Legay, successeurs d’Auguste Mille, offrent chaque année des  instruments aux musiciens les plus méritants du Conservatoire de Paris et poursuivent la moisson de récompenses aux expositions universelles.

### 1909: Les grands contrats
La marque Antoine Courtois devient le fournisseur exclusif du ministère des beaux-arts pour les conservatoires de Paris[Lesquels ?] et des départements, de l’opéra, de l’opéra comique, des concerts classiques et de la garde républicaine.

### 1917: Emmanuel Gaudet et Emile Deslaurier

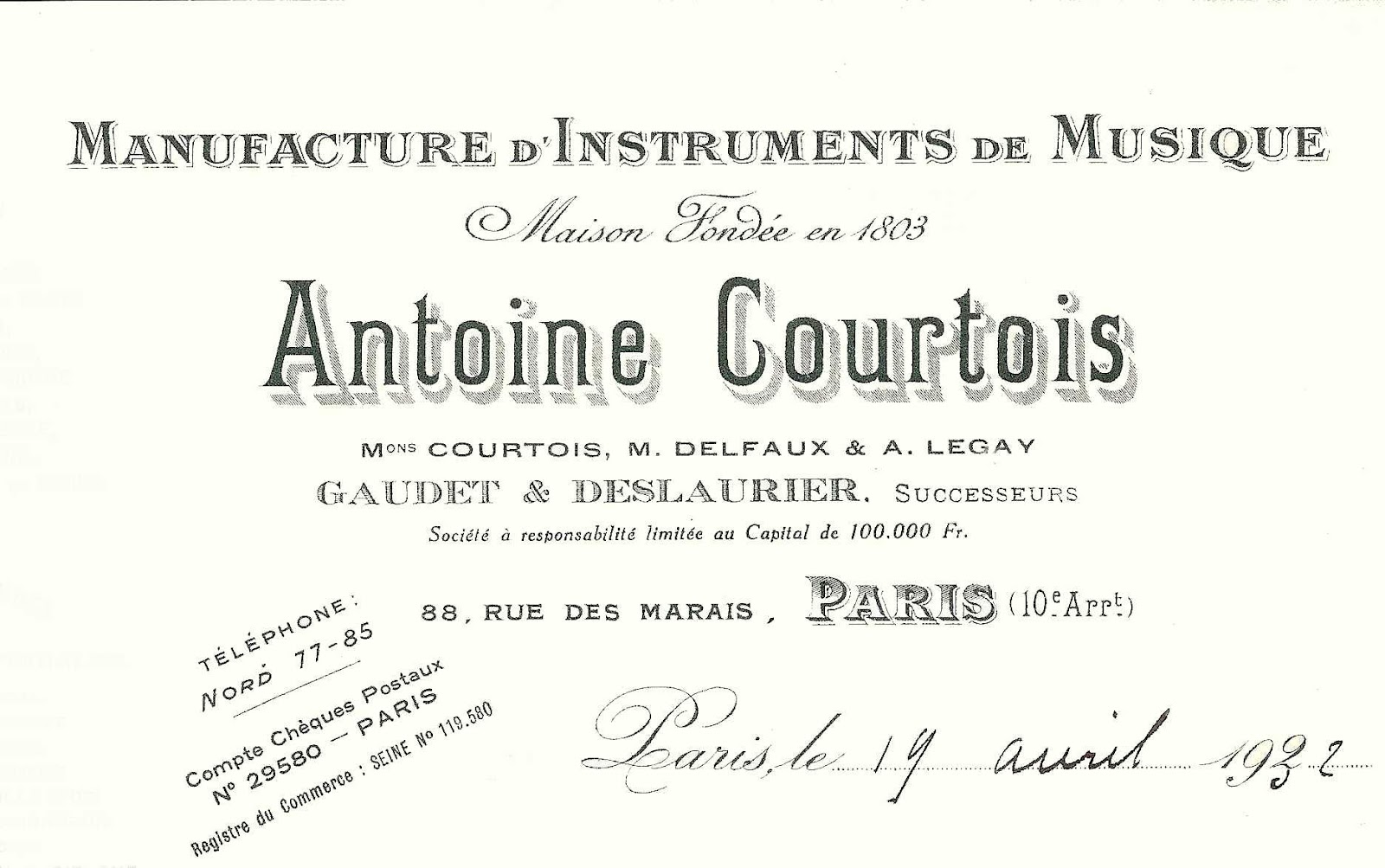
19 avril 1932

Emmanuel Gaudet – éditeur de musique, à Paris – associé à Emile Deslaurier, acquièrent la manufacture Antoine Courtois, à laquelle ils offriront de nouvelles perspectives en portant notamment le capital à 100 000 francs le 31 août 1927.

### 1956: Paul Gaudet
Paul Gaudet, ayant succédé à son père en 1934 à la codirection de l’entreprise puis devenu Président-Directeur en 1937, ouvre une manufacture à Amboise en Indre-et-Loire.

### 1967: Jacques Gaudet
Jacques Gaudet entre dans l’entreprise de son père et y poursuit le travail de développement et de perfectionnement des instruments avec les plus grands artistes. Il prendra la tête de la société à partir de 1980.

### 2006: Les racines françaises
Après quelques années au sein du groupe Allemand JA MUSIK, la marque Antoine Courtois retrouve ses racines françaises en intégrant le Groupe Buffet Crampon et se recentre sur son savoir-faire historique.

### 2012: Buffet Group
La société Buffet Crampon crée un holding appelé désormais Buffet Crampon Group. Sa nouvelle identité fédère l’ensemble des marques du groupe autour d’une vision unique : devenir la « référence mondiale des instruments à vent ».

## Instruments à vent: cuivres
Jusqu'à la fin de 2014, la manufacture Antoine Courtois se situait à Amboise en Indre-et-Loire. Depuis janvier 2015, les ateliers français ont fermé et la fabrication est désormais réalisée dans l'usine B&S de Markneukirchen en Allemagne. Buffet Group, propriétaire des deux marques, a préféré rassembler la production sur un seul site. En 2016, Buffet Group devient Buffet Crampon Group.
La marque produit les instruments suivants :
- Trompettes Ut et Si♭ ;
- Bugles ;
- Trombones Ténors (simples et complets) ;
- Trombones altos ;
- Trombones Basses ;
- Saxhorns.

## Artistes célèbres jouant la marque Antoine Courtois
Les instruments Cuivres Antoine Courtois sont joués aujourd'hui de par le monde et en particulier au sein des plus célèbres orchestres.

### Trompettes et Bugles
- Sergei Nakariakov (Russie, Soliste international)
- Marcus Printup (États-Unis, Jazzman)
- Art Davis (États-Unis, Jazzman)
- Tim Hagans (États-Unis, Jazzman)
- Thierry Amiot (France, Jazzman)[4].
- Gregory Rivkin (Israël, Jazzman)
- Ray Vega (États-Unis, Jazzman)
- Alain Vankenhove (France, Jazzman)

### Trombones
- Jorgen Van Rijen (Pays-Bas, Royal Concertgebouw Orchestra)
- Michel Becquet (France, conservatoire de Lyon)
- Jacques Mauger (France, Soliste International)
- Gilles Millière (France, Conservatoire national supérieur de musique et de danse de Paris)
- Fabrice Millischer (France/Allemagne, Deutsche Radio Philharmonie Saarbrücken)
- Thomas Callaux (France, Orchestre de Montpellier)
- Daniel Brezinski (France : Trombone Solo de l'Opéra National de Paris)
- Nicolas Lapierre (France : Trombone solo de l'Opéra de Rouen)
- Jeremy Moeller (États-Unis, Lyric Opera of Chicago)
- Mark Fisher (États-Unis, Lyric Opera of Chicago)
- Demian Austin (États-Unis, New York Metropolitan Opera)
- Weston Sprott (États-Unis, New York Metropolitan Opera)
- Andy Becker (États-Unis, Jazzman)
- Chris Buckholz (États-Unis, Jazzman)
- Cheol Wong Lee (Corée, Korea Broadcasting System Symphony Orchestra)

### Trombones Basses
- Paul Pollard (États-Unis, New York Metropolitan Opera)
- Vincent Debes (Luxembourg, Orchestre philharmonique du Luxembourg)
- John Schwalm (États-Unis, Lyric Opera of Chicago)
- Phil Abraham (Belgique, Soliste International Jazz)